# Hendrick Cornelisz Schaep

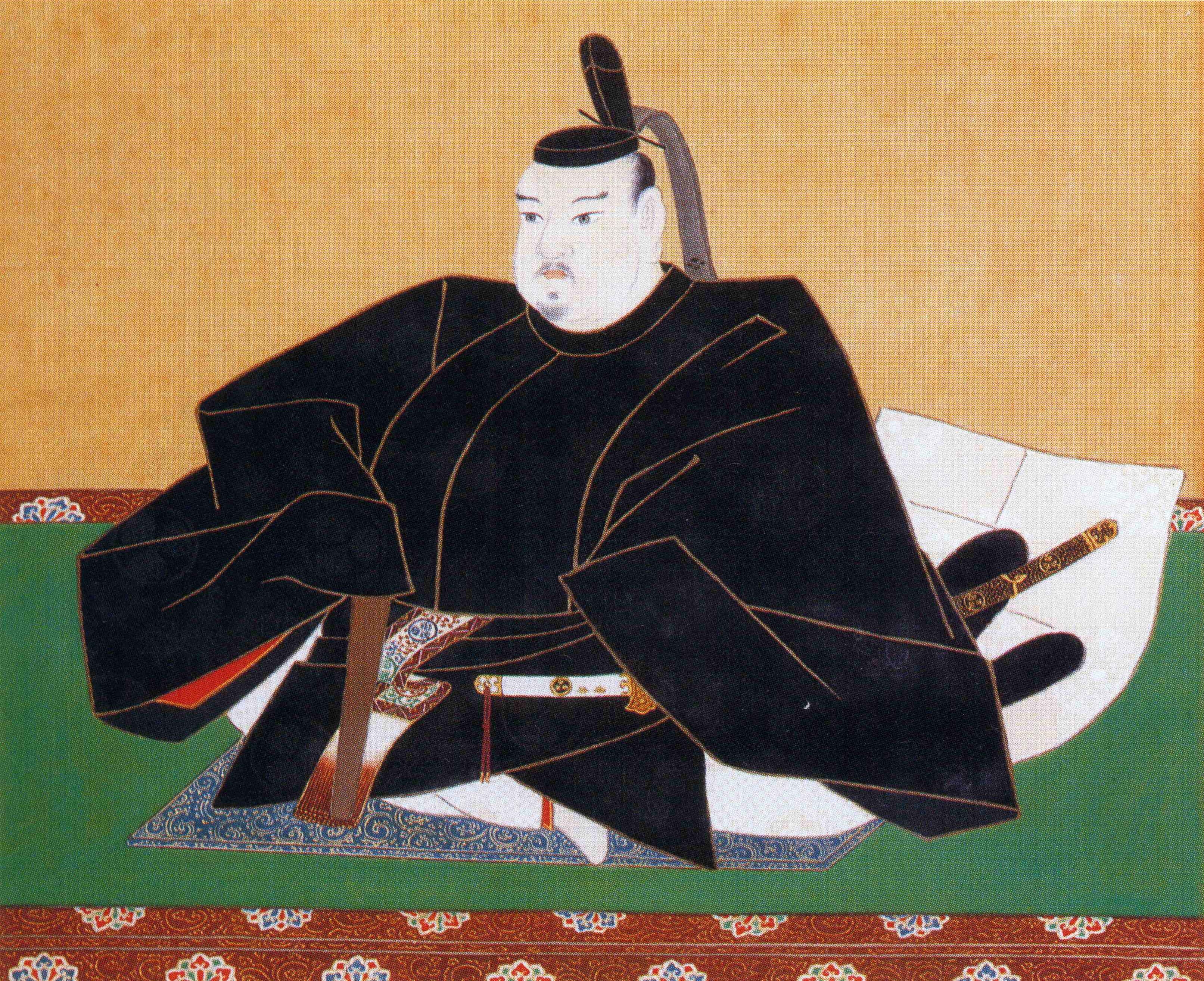
Tokugawa Iemitsu

Hendrick Cornelisz Schaep (1611 - 1647) was schipper op het VOC-schip de Breskens, gebouwd op de werven van Middelburg. In 1642 vertrok het uit Vlissingen en negen maanden later kwam het aan in Batavia.

## Relaas
Gouverneur-generaal Antonio van Diemen (1593-1645) was een actief bestuurder en was erop gebrand het handelsgebied uit te breiden. Nadat hij een memorandum had ontvangen van Willem Verstegen (1612-1659), en de expeditie van Matthijs Quast was mislukt, stuurde hij in samenwerking met Cornelis van der Lijn (1608-1679) en Joan Maetsuycker (1606-1678) Maarten Gerritsz. de Vries met het fluitschip Castricum en het jacht Breskens eropuit om het gebied ten noorden en oosten van Japan te verkennen.
De Breskens, ongeveer 33 meter lang en zeven meter breed, had drie masten en vierkante zeilen en was uitzonderlijk goed bewapend. De twee schepen hadden extra bemanning en soldaten aan boord om een nieuwe factorij te stichten.
Op 4 april 1643 begon de ontdekkingsreis, maar op 19 mei kwamen beide schepen ten oosten van Honshu in mist en hevige storm terecht. Daardoor raakten zij elkaar kwijt. Ongelukkigerwijs had de Castricum, onder schipper Vries veel meer levensmiddelen aan boord dan de Breskens. De Castricum liep bijna op de klippen van een eiland dat Ongeluckich werd gedoopt en verloor haar anker bij een lastige manoeuvre tijdens de storm. Het arriveerde op 22 mei bij Fukushima aan de oostkust van Honshu. Na een week wachten en het ruilen van gerookte zalm tegen tabak en arak met de plaatselijke bevolking voer de Castricum door omdat ze geen contact kreeg met de Breskens.
De Breskens voer op 10 juni 1643 een paradijselijke baai in, met in het licht schitterend gekleurde granietformaties, niet ver van het vissersdorp Yamada. De 32-jarige kapitein Schaep stuurde een sloep met verschillende gewapende mannen naar het land om de watertonnen te vullen. De bemanning ruilde voedsel en verse vis tegen Nederlandse koopwaar en drank. 's Avonds werd muziek gemaakt, gedanst en gefeest. Na twee dagen vertrok de Breskens weer, op zoek naar de vermeende goud- en zilvereilanden.

## Angst voor het christendom

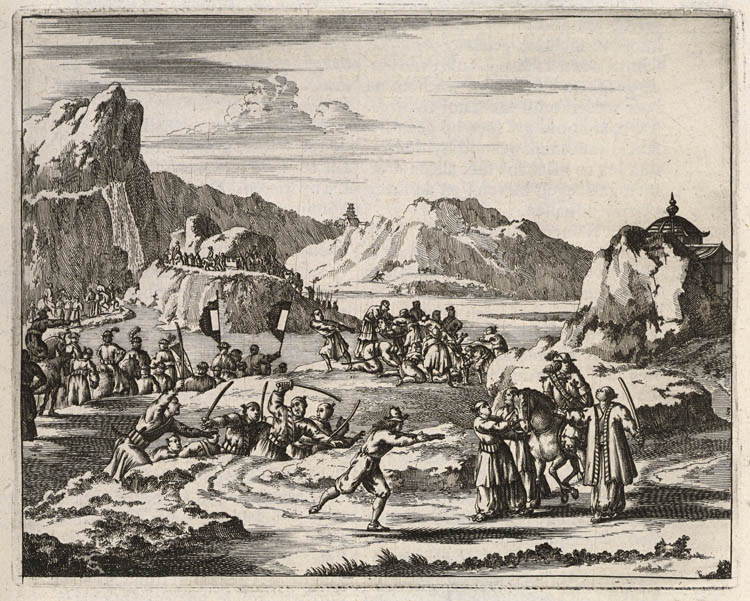
De gevangenneming van de bemanning van de Breskens.

De aankomst en vertrek van de Breskens werden gemeld in Morioka, de hoofdstad van de prefectuur Iwate. Toen de autoriteiten dit hoorden, werden zij bang voor repercussies uit Edo. De ambtenaar en de plaatselijke bevolking hoopten op een soort revanche om alsnog hun goede gezindheid te tonen. Tot hun verbazing keerde de Breskens na zes weken terug in de baai. De bemanning, die eerder zo vriendelijk was ontvangen, was zich er niet van bewust dat de situatie in het dorp inmiddels in ongunstige zin was veranderd.
De volgende morgen, 29 juli, kwam een hooggeplaatste Japanner aan boord met een zak rijst. Samen met kapitein Schaep, de onderkoopman Willem Bijlevelt (circa 1619-1654), twee scheepsjongens en zes matrozen, voer hij terug naar de kust. De Nederlanders waren ongewapend en handelden uitermate onvoorzichtig. De Japanse samoerai bracht hen naar een boerderij waar ze uit het zicht van het schip waren. Daar werden ze getrakteerd op rijst en sake. Ze wachtten ongedurig op de bestelde verse groenten.
Toen er alsmaar meer volk en paarden verschenen, kregen kapitein Schaep en zijn mannen door dat ze in de val waren gelopen; sommigen probeerden nog te vluchten. Ze werden gekneveld en op transport gezet naar Morioka, en van daar naar Edo.
In Edo werd de bemanning een aantal malen ondervraagd. Hun aankomst in Japan was samengevallen met de aankomst van de zgn. tweede Rubino-groep, jezuïeten die vanuit Manilla naar Japan waren gereisd in een doldrieste poging de apostaat Cristóvão Ferreira, voormalig hoofd van de missie van de jezuïeten in Japan, te bewegen terug te keren van zijn geloofsafval. Ferreira had dit in 1633 na gefolterd te zijn gedaan. De jezuïeten waren snel na aankomst in Japan gearresteerd en de Japanse autoriteiten wensten vast te stellen of er wel of niet een verband tussen beide gebeurtenissen was. Ferreira was na 1633 werkzaamheden gaan verrichten voor de Japanse inquisitie. Ferreira was ook de tolk tijdens de ondervragingen van de bemanning.

## Vrijlating

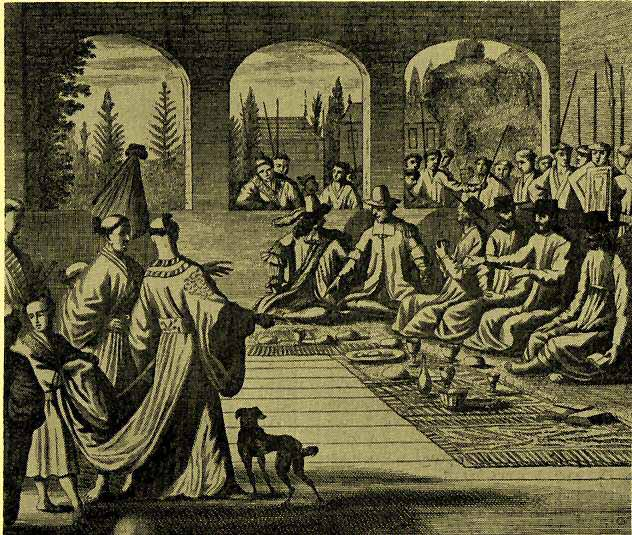
Ondervraging van de bemanning van de Breskens. Op de voorgrond twee Japanse ondervragers. Tegenover hen de vier jezuïeten van de tweede Rubino-groep, links van hen Christovao Ferreira in gesprek met Hendrick Cornelisz Schaep

Op 10 september werd het lot van de bemanning van de Breskens bekend in Dejima. Jan van Elseracq vertrok op 8 november van de factorij op Dejima naar Edo, waar hij op 1 december aankwam. Na verhoor, waarbij Van Elserack duidelijk maakte dat de bemanning niet katholiek was, en alleen probeerde nieuwe kusten te ontdekken en handel wilde drijven, liet shogun Tokugawa Iemitsu de bemanning vrij. Hij eiste dat de Nederlanders zich voortaan minder verdacht zouden gedragen door geen kanonnen af te schieten voor de kust. Hij vond bovendien dat er een speciale gezant moest komen om de shogun te bedanken en te benadrukken dat de bemanning niet gearresteerd was maar gered was nadat het schipbreuk had geleden. Zo meenden de Japanners zich te redden uit een situatie die voor hen beschamend was aangezien zij hun eigen bondgenoten hadden gearresteerd. Het Japanse hof beweerde later dat Van Elserack beloofd had persoonlijk naar de Republiek te reizen om daar de vrijlating te melden, en dan als ambassadeur van de Republiek terug te komen om de keizer te bedanken met speciale geschenken. Het is erg onwaarschijnlijk dat Van Elserack zo'n belofte gedaan heeft. De Breskens-affaire was niet belangrijk genoeg en Van Elseracks rang niet hoog genoeg. De Japanners bleven hier echter op terugkomen. In 1650 werd daarom vanuit Batavia het daar net uit Nederland gearriveerde nieuwe hoofd van de Latijnse school, Pieter Blokhof, met het jacht Robijn naar Japan gestuurd met geschenken ter waarde van 44.000 gulden, waaronder twee metalen kanonnen. Blokhof was op dat moment al ernstig ziek, en overleed naar verwachting tijdens de reis, wat het gemakkelijk maakte zijn gebalsemde lijk te laten doorgaan voor een echte gezant uit de Republiek. Deze list had het gewenste resultaat.

## Terug naar Batavia
Intussen had de Breskens op 31 juli de baai verlaten, zonder de kapitein, de onderkoopman en de acht overige bemanningsleden. Onder leiding van de eerste stuurman Jurriaen Bruijn zeilde ze 2.500 kilometer naar het oosten in een laatste poging de vermeende goud- en zilvereilanden te ontdekken. Bij de terugkeer kwam de Breskens op 9 november bij de zuidpunt van Shikoku toevallig de Castricum tegen die ook op de terugreis was. Een derde van de bemanning (achttien man) van de Breskens was onderweg overleden, de rest leed aan waterzucht en scheurbuik. Op 18 november 1643 liepen beide schepen veilig de haven van Tayouan binnen en voeren daarna verder naar Batavia.
Nadat de tien gevangen Nederlanders op 8 december 1643 waren vrijgelaten, en aan Jan van Elseracq overhandigd, werden ze gedwongen aanwezig te zijn bij de foltering van de jezuïeten van de Rubino-groep, die hierbij ook alle vier afstand deden van het christendom. Pas op 24 december vertrokken de Nederlanders uit Edo. Ze arriveerden op Dejima en moesten daar wachten tot de herfstvloot uit Dejima kon vertrekken. Dat was op 16 oktober 1644, negen maanden later. De tien bemanningsleden konden toen eindelijk op terugreis naar Batavia.
De officieren van de Breskens vermeldden niet in hun logboek dat ze in de val waren gelokt door een hernieuwde kennismaking met tien Japanse vrouwen, met wie ze de voorafgaande avond bij het feestje aan boord kennis hadden gemaakt. De Japanners waren trots op hun listigheid, maar noteerden achteraf uit schaamte een verdraaide versie.
Jonathan Swift baseerde zijn Gullivers' reizen op de geschiedenis van de Breskens.
Schaep ging in 1644 terug naar Nederland. Als straf voor zijn onvoorzichtige escapade in Yamada werd zijn gage over de periode van zijn gevangenschap ingehouden. Eind 1646 keerde hij weer terug naar Indië, en nam deel aan de blokkade van Manilla onder Maarten Gerritsz. Vries in 1647. Hij werd toen ziek, en verliet de vloot in september aan boord van een jacht naar Formosa, maar stierf onderweg.